# Kanton Châteaudun
Kanton Châteaudun (francouzsky Canton de Châteaudun) je francouzský kanton v departementu Eure-et-Loir v regionu Centre-Val de Loire. Tvoří ho 17 obcí.

## Obce kantonu
- La Chapelle-du-Noyer
- Châteaudun
- Civry
- Conie-Molitard
- Donnemain-Saint-Mamès
- Jallans
- Lanneray
- Logron
- Lutz-en-Dunois
- Marboué
- Moléans
- Ozoir-le-Breuil
- Saint-Christophe
- Saint-Cloud-en-Dunois
- Saint-Denis-les-Ponts
- Thiville
- Villampuy